# Espira-de-l'Agly
Espira-de-l'Agly (in catalano Espirà de l'Aglí) è un comune francese di 3 214 abitanti situato nel dipartimento dei Pirenei Orientali nella regione dell'Occitania.

## Geografia fisica

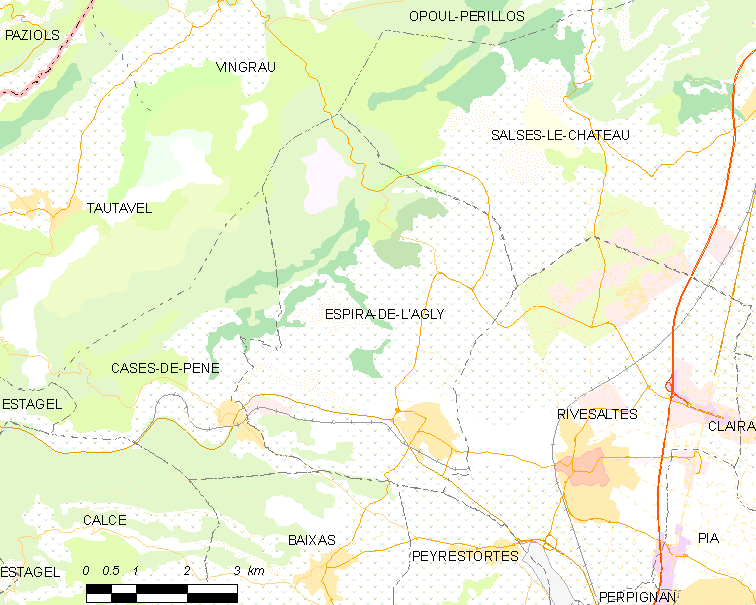
Situazione di Espira-de-l'Agly

## Società

### Evoluzione demografica
Abitanti censiti